# Georg Elsner (Politiker)
Paul Johannes Georg Elsner (* 13. April 1887 in Görlitz; † 14. Januar 1949 in Stuttgart) war ein deutscher Gewerkschaftssekretär und Politiker (SPD, ASPD). Er war von 1923 bis 1930 Minister für Arbeit und Wohlfahrt des Freistaats Sachsen.

## Leben
Nach dem Besuch der Volksschule und später der Fach- und Fortbildungsschule erlernte Elsner von 1901 bis 1905 das Täschnerhandwerk. In diesem Beruf arbeitete er anschließend in verschiedenen Gegenden Deutschlands bis 1913. Im Jahr 1906 trat er der SPD bei. Seit 1907 lebte Elsner in Dresden, wo er 1909 die Ortsverwaltung der Gewerkschaft des Sattler- und Portefeuillerverbandes übernahm. 1913 wurde er Gewerkschaftssekretär. Von 1919 bis 1925 war Elsner Stadtverordneter in Dresden. Er wurde 1923 Geschäftsführer des Ortsausschusses Dresden des Allgemeinen Deutschen Gewerkschaftsbundes (ADGB).
Im November 1923 wurde Elsner von Ministerpräsident Alfred Fellisch (SPD) erstmals zum sächsischen Minister für Arbeit und Wohlfahrt ernannt. Dieses Amt übte er auch unter den Ministerpräsidenten Max Heldt und Wilhelm Bünger aus. In dieser Eigenschaft war Elsner auch Bevollmächtigter Sachsens im Reichsrat. Im sogenannten „Sachsenkonflikt“ innerhalb der sächsischen Sozialdemokratie unterstützte er den Ministerpräsidenten Max Heldt und wurde Mitglied der Alten Sozialdemokratischen Partei Sachsens. Am 21. Januar 1930 trat Elsner nach massiven Angriffen der NSDAP im Sächsischen Landtag wegen angeblicher Korruption von seinem Amt zurück.
Nach 1934 arbeitete Elsner als Versicherungsangestellter in Stuttgart.